# Mož brez imena
Mož brez imena (italijansko Uomo senza nome) je glavni junak Dolarske trilogije Sergia Leona, v kateri ga je upodobil Clint Eastwood. Znan je po tem, da nosi pončo, rjav klobuk in bež kavbojske škornje, da rad kadi cigarilose, ter da je zelo redkobeseden.
Koncept "Moža brez imena" je izumilo podjetje United Artists. Eastwoodov lik pravzaprav ima ime, vendar v vsakem filmu drugo: »Joe« v Za prgišče dolarjev, »Manco« v Za dolar več ter »Blondie« v Dobri, umazani, zli.
Ko je Clint Eastwood leta 1996 prejel nagrado Ameriškega filmskega inštituta za življenjsko delo, je Jim Carrey v uvodnem govoru dejal, da „»Mož brez imena« ni imel imena zato, da bi ga lahko poimenovali po sebi.“ Leta 2008 je Empire Moža brez imena izbral za 33. najboljši filmski lik vseh časov.

## Filmi
- Za prgišče dolarjev (1964)
- Za dolar več (1965)
- Dobri, umazani, zli (1966)

## Zasnova in nastanek
Pri filmu Za prgišče dolarjev gre za direktno adaptacijo japonskega filma Telesna straža (1961), zaradi česar je film zašel v težave glede avtorskih pravic. Protagonist Telesne  straže rōnin (samuraj brez gospodarja) je precej podoben Eastwoodovem liku: oba lika sta tiha, osorna, ekscentrična tujca z močnim, vendar netradicionalnim smislom za pravico, ter spretno obvladata svoje orožje.
Vzdevek Mož brez imena je bil kot marketinški pripomoček, ki ga je uporabil distributer United Artists za skupno promocijo treh filmov na filmskem trgu Združenih držav, iznajden po izidu filmov, leta 1967.

### Imena in vzdevki
V filmu Za prgišče dolarjev (1964) ga pogrebnik Piripero imenuje "Joe".
V filmu Za dolar več (1965) se imenuje "Manco" (špansko Enoroki), saj vse, z izjemo streljanja, počne z levico.
V filmu Dobri, umazani, zli (1966) ga Tuco imenuje "Blondie" (Plavolasi) po njegovih svetlih laseh. V naslovu filma se imenuje "Dobri" (angleško "The Good", italijansko "il Buono").